# 파카오푸

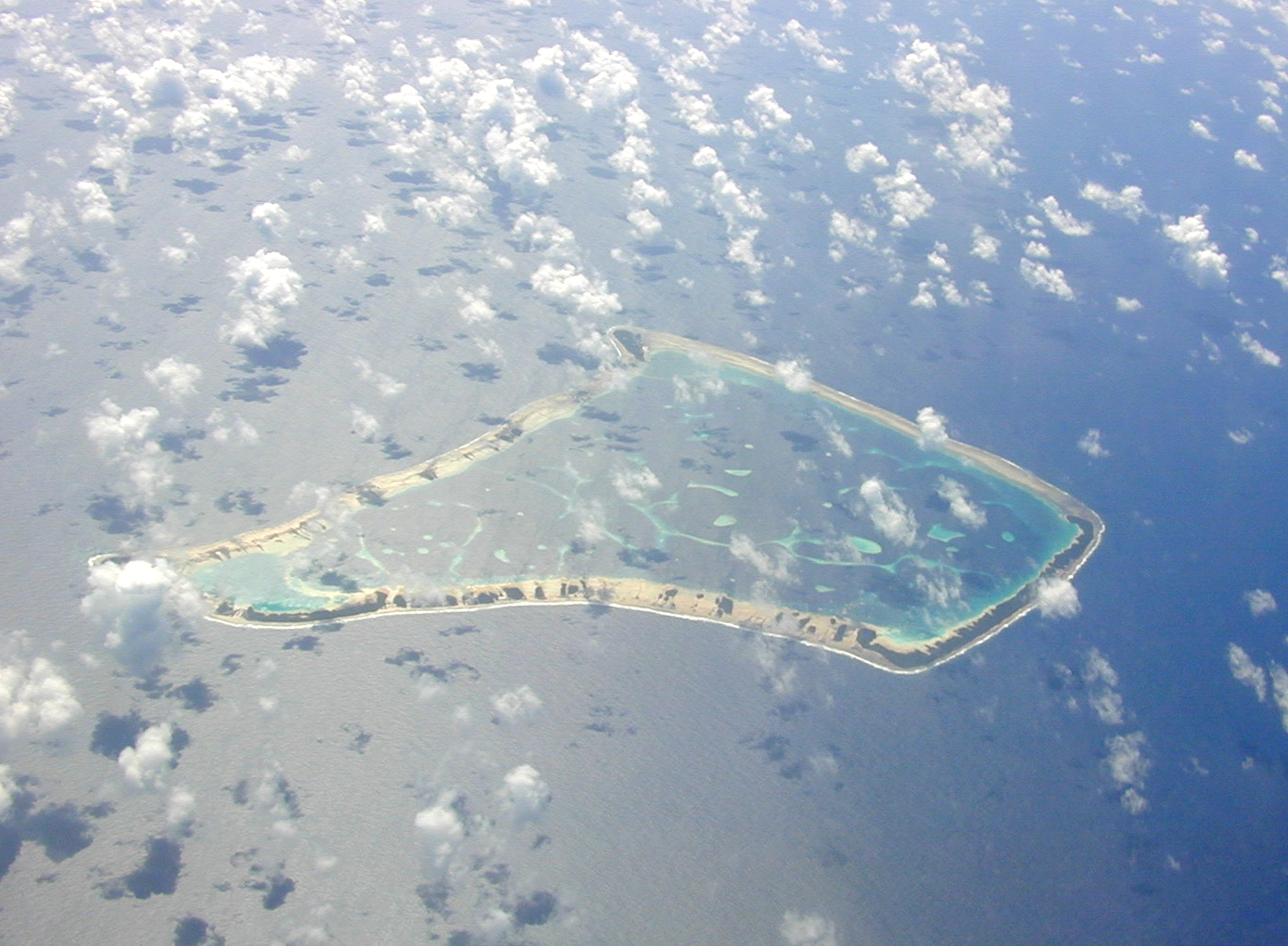

파카오푸(Fakaofo)는 뉴질랜드의 토켈라우의 산호섬이다. 파카오푸의 전체 면적은 50평방 킬로미터이다. 약 400명의 주민이 빵나무가 울창한 작은 Fale 섬에 살고 있다. 1960년에 인구 과밀 현상을 해소하기 위해 북서쪽으로 3km 정도 떨어진 조금 더 큰 섬에 두 번째 마을이 건설되었다.. 썰물 때면 암초를 가로질러 두 섬 사이를 왕래할 수 있다.